# José Antonio Valledor Álvarez
José Antonio Valledor Álvarez (San Martín del Valledor, Asturias, 1904 - Torrevieja, Alicante, 7 de diciembre de 1995) fue un militar republicano español, que llegó a jefe de la XV Brigada Internacional y luchó con los partisanos en el sur de Francia.

## Biografía
Hijo de Emilio Valledor Uría, natural de San Martín, y de Celestina Álvarez Rodríguez, natural de Pola de Somiedo. Participó en la Revolución de Asturias. Para evitar la represión posterior se escondió en su valle natal. La guardia civil le encontró y detuvo en la llamada Cova das Grallas. En 1936 trabajaba como maestro nacional en la escuela La Maruca de Avilés, de la cual fue separado por orden de la Comisión Depuradora de la Enseñanza.
Militante del PCE, participó en la guerra civil española mandando en el batallón "Cimadevilla". Cuando cae Asturias (en octubre de 1937), huye por el norte de España hasta llegar al río Bidasoa donde es capturado en territorio controlado por el bando sublevado. Sin embargo, logra huir de la cárcel y alcanza las líneas republicanas en la primavera de 1938. Es nombrado jefe de la XV Brigada Internacional, único español que comandaba un ejército internacional, que agrupaba a los combatientes de habla inglesa resultante de los vestigios de otras brigadas internacionales, entre ellas la tan afamada Abraham Lincoln (15 de mayo - 23 de septiembre de 1938), que se completó con milicianos y soldados españoles. 
La XV brigada es integrada en la  35 División que combate en la decisiva Batalla del Ebro. Su participación se resume como sigue: cruzan el Ebro por Ascó y, conquistan La Fatarella; por Corbera, asaltan Puig de l’Àliga donde estaban las avanzadillas del ejército franquista, que les rechazan con dureza. El 1 de agosto se consigue conquistar la cima, que es rebautizada como la “cota de la muerte” por las bajas producidas. Parados en el sector de Gandesa y con la XV división desangrada, el 6 de agosto es retirada para recomponerse. A las dos semanas intervienen para defender Pandols, donde el Batallón Lincoln se cubrió de gloria y de bajas en su obstinada y férrea defensa de la cota 666, según las crónicas republicanas. En retaguardia, sin apenas recuperar resuello, el 6 de septiembre, la XV es destinada al sector de la Venta de Camposines para detener la imponente ofensiva del ejército franquista. La cota 343 cambió de manos en cuatro ocasiones y las pérdidas humanas fueron incalculables. El Batallón Lincoln fue diezmado por la artillería y por la aviación en los barrancos del Sur de Gandesa. Todavía el 23 de septiembre, la XV BI sigue combatiendo en la cota 281.
Cuando el ejército republicano fue finalmente derrotado, Valledor y los restos de la XV Brigada cruzaron a Francia, donde fueron internados en campos de concentración. Valledor se hace cargo de la reorganización de los exiliados. Durante la Segunda Guerra Mundial, junto con muchos de los internados republicanos, escapó y se unió a los partisanos franceses en la lucha contra las fuerzas nazis. Valledor, mandaba en 1944 la primera división guerrillera, una de las nueve divisiones bajo la dirección política de Unión Liberal y organizadas en la Agrupación de Guerrilleros Españoles, que tenía bajo sus órdenes a las que se batieron en los departamentos franceses de los Altos Pirineos, Bajos Pirineos y Gers. Cabe destacar de las múltiples actividades de estas unidades la paralización de todas las industrias de los Altos Pirineos, en enero de 1944. El ataque, en marzo, de un campamento alemán que causó numerosas bajas entre soldados y oficiales. El jefe de la Gestapo de Tarbes abatido en plena calle. La ocupación, en julio, de la villa de Bagneres de Bigorré, emboscada de sesenta guerrilleros contra una columna alemana cuyo balance fue de 35 enemigos muertos y todos los camiones destruidos. Todas las armas tomadas sirvieron para abastecer el maquis. Derrotados los alemanes en el sur de Francia, los guerrilleros españoles del maquis aprovechan ese momento para intentar la reconquista republicana de España invadiendo el valle de Arán, intento que resultó un fracaso (octubre de 1944).
Después de la guerra participó en el movimiento de resistencia que luchó contra el régimen fascista de Franco. El asturiano era un invitado frecuente de los veteranos de las Brigadas Internacionales en Gran Bretaña y Francia. Fue elogiado y honrado como un luchador de toda la vida por la libertad, por los derechos de los pobres, los hambrientos y la clase obrera, según se recoge en la nota necrológica aparecida en The Volunteer. Journal of the Veterans of the Abraham Lincoln Brigade. Vol. XVIII, Nº 1. ( 1996). Según le consta a la investigadora Ludivina García, Valledor regresó a España con la III Restauración de la Monarquía o Régimen del 78 y falleció en Torrevieja, dejando viuda a Colorinda Álvarez Díaz, fallecida en Oviedo en 2015. Políticamente, Valledor se mantuvo en un segundo plano dentro del PCE tanto en el exilio como en España.